# باشگاه فوتبال تارواس راکوره
باشگاه فوتبال تارواس راکوره (انگلیسی: Rakvere JK Tarvas) یک باشگاه فوتبال در شهر راکوره، استونی است.
این باشگاه که در سال ۲۰۰۴ تأسیس شده در لیگ برتر فوتبال استونی ۲۰۱۶ شرکت کرده است.